# Tunes of War
Tunes of War – szóste studyjne wydawnictwo heavymetalowej formacji Grave Digger. Został wydany w 1996 roku nakładem GUN Records. Jest to album koncepcyjny, opowiadający tysiąc lat z historii Szkocji.

## Lista utworów
1. The Brave – 2:23
2. Scotland United – 4:35
3. The Dark of the Sun – 4:33
4. William Wallace (Braveheart) – 5:01
5. The Bruce (The Lion King) – 6:58
6. The Battle of Flodden – 4:06
7. The Ballad of Mary (Queen of Scots) – 5:00
8. The Truth – 3:50
9. Cry for Freedom (James the VI) – 3:17
10. Killing Time – 2:53
11. Rebellion (The Clans Are Marching) – 4:05
12. Culloden Muir – 4:08
13. The Fall of the Brave – 1:56

### Limitowana edycja
1. Heavy Metal Breakdown – 4:31
2. Witch Hunter – 3:14
3. Headbanging Man – 3:56

## Twórcy
- Chris Boltendahl – śpiew
- Uwe Lulis – gitara
- Tomi Gottlich – gitara basowa
- Stefan Arnold – perkusja
- Hans Peter Katzenburg – instrumenty klawiszowe
- Scott Cochrane – dudy